# Calès (Dordogne)
Calès – miejscowość i gmina we Francji, w regionie Nowa Akwitania, w departamencie Dordogne.
Według danych na rok 1990 gminę zamieszkiwało 289 osób, a gęstość zaludnienia wynosiła 36 osób/km² (wśród 2290 gmin Akwitanii Calès plasuje się na 891. miejscu pod względem liczby ludności, natomiast pod względem powierzchni na miejscu 1201.).